# Geissois ternata
Geissois ternata là một loài thực vật có hoa trong họ Cunoniaceae. Loài này được A.Gray mô tả khoa học đầu tiên năm 1854.